# كان يوم حبك (فلم)
كان يوم حبك فيلم مصري من إنتاج عام 2004. وتاريخ عرضه يوافق عشية عيد الفطر في مصر 1425 هـ.

## قصة الفيلم
تدور أحداث الفيلم في إطار رومانسى حول 3 أصدقاء يأتون إلى القاهرة، ويقيمون في شقة واحدة، وذات يوم يأتى أحدهم بفتاة تدعى «ليالى» تعمل في بار للمنزل، ويشاهدها صديقه الفنان، ويقع في حبها من أول نظرة، ولكن يتدخل الصديق الثالث لمنع قصة الحب لاعتقاده بسوء سلوك «ليالى».

## بطولة
- خالد سليم
- داليا البحيري
- ريهام عبد الغفور
- محمد رجب
- صفاء جلال
- خالد سرحان
- هيدي كرم
- شعبان حسين

## فريق العمل
إخراج: إيهاب لمعي
إنتاج: الشركة المصرية لمدينة الإنتاج الإعلامي
قصة: مراد منير
مونتاج: دينا فاروق
موسيقى: راجح داوود
توزيع: الشركة المصرية لمدينة الإنتاج الإعلامي
تاريخ العرض: 13 نوفمبر 2004
الإيرادات: 1779505 جنيه مصري

## روابط خارجية
- مقالات تستعمل روابط فنية بلا صلة مع ويكي بيانات